# Pokémon Omega Ruby i Alpha Sapphire
Pokémon Omega Ruby i Alpha Sapphire – przygodowe gry akcji stworzone przez japońską firmę Nintendo. Gry zostały udostępnione 21 listopada 2014 roku. Omega Ruby i Alpha Sapphire nie różnią się zawartością poza niektórymi Pokémonami oraz drużyną z którą musi walczyć gracz. Tak jak w poprzednich odsłonach gracz steruje trenerem Pokémonów, przemierza świat, kolekcjonuje nowe stwory i walczy z innymi osobami. Gry są remake'ami Pokémon Ruby i Sapphire.

## Odbiór gry
Średnia ocen Pokémon Omega Ruby na agregatorze Metacritic wynosi 83 na 100, natomiast Pokémon Alpha Sapphire – 82 na 100. Po trzech dniach od premiery sprzedano ponad 3 miliony kopii z czego 1,5 miliona w Japonii. Do końca 2014 roku sprzedano 2,4 miliona egzemplarzy w Japonii. Według stanu na 31 marca 2022 roku, gry sprzedały się w 14,5 milionach kopii.